# 岳麓山

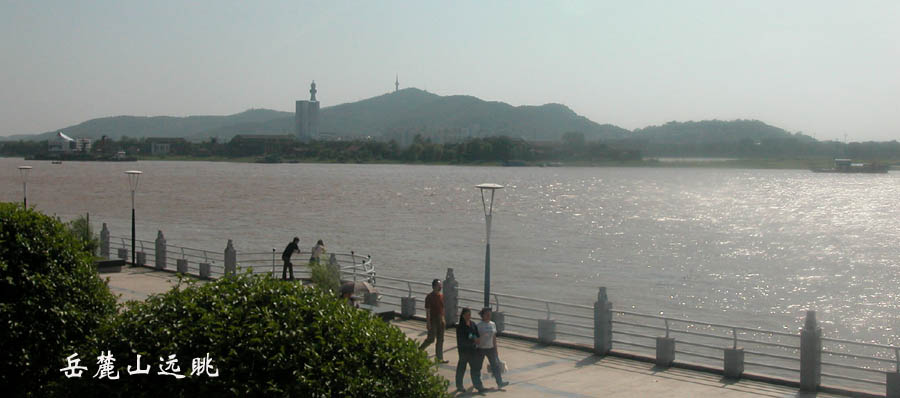
岳麓山

岳麓山（がくろくざん）、別名霊麓峰（れいろくほう）は、中華人民共和国湖南省長沙市岳麓区にある山である。
標高300.8m。低い丘陵が主。山体は砂類土から構成される。

## 歴史
- 1975年、岳麓山公園。
- 2002年5月17日、中華人民共和国国務院「中華人民共和国国家級風景名勝区」指定[3]。
- 中国の5A級観光地（2012年認定）[4]。

## 名勝

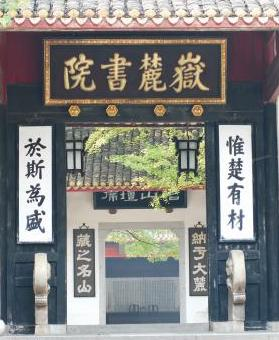
岳麓書院

### 墓
- 黄興墓
- 蔡鍔墓
- 陳天華墓
- 姚宏業墓
- 焦達峰墓
- 蒋翊武墓
- 禹之謨墓
- 劉道一墓
- 陳作新墓
- 劉昆濤墓
- 黄愛墓
- 龐人銓墓
- 丁文江墓
- 七十三軍墓葬群

### 建築

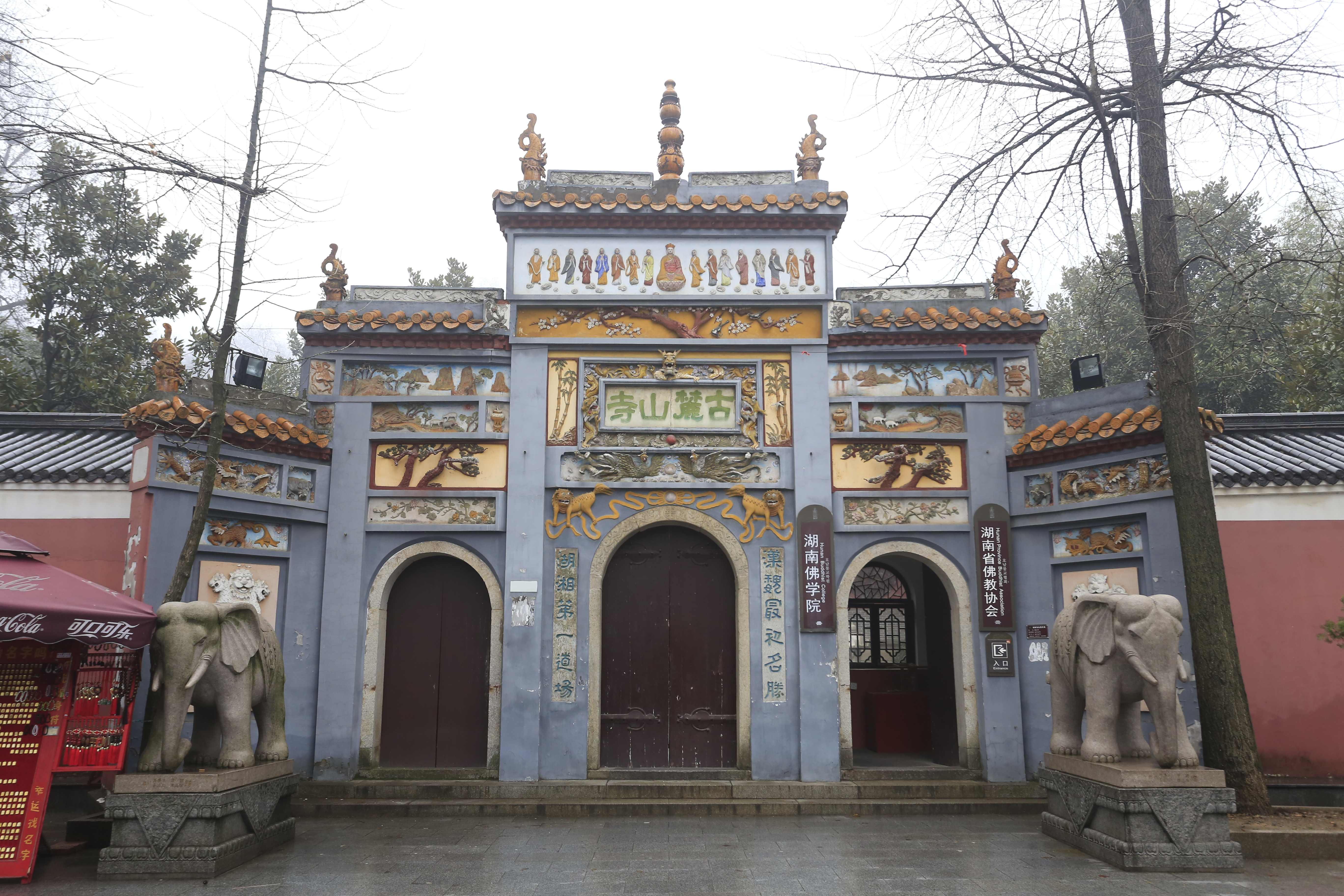
麓山寺

- 嶽麓書院
- 雲麓宮
- 愛晩亭
- 禹王碑
- 麓山寺
- 隋舎利塔
- 半山亭
- 望江閣

### 自然

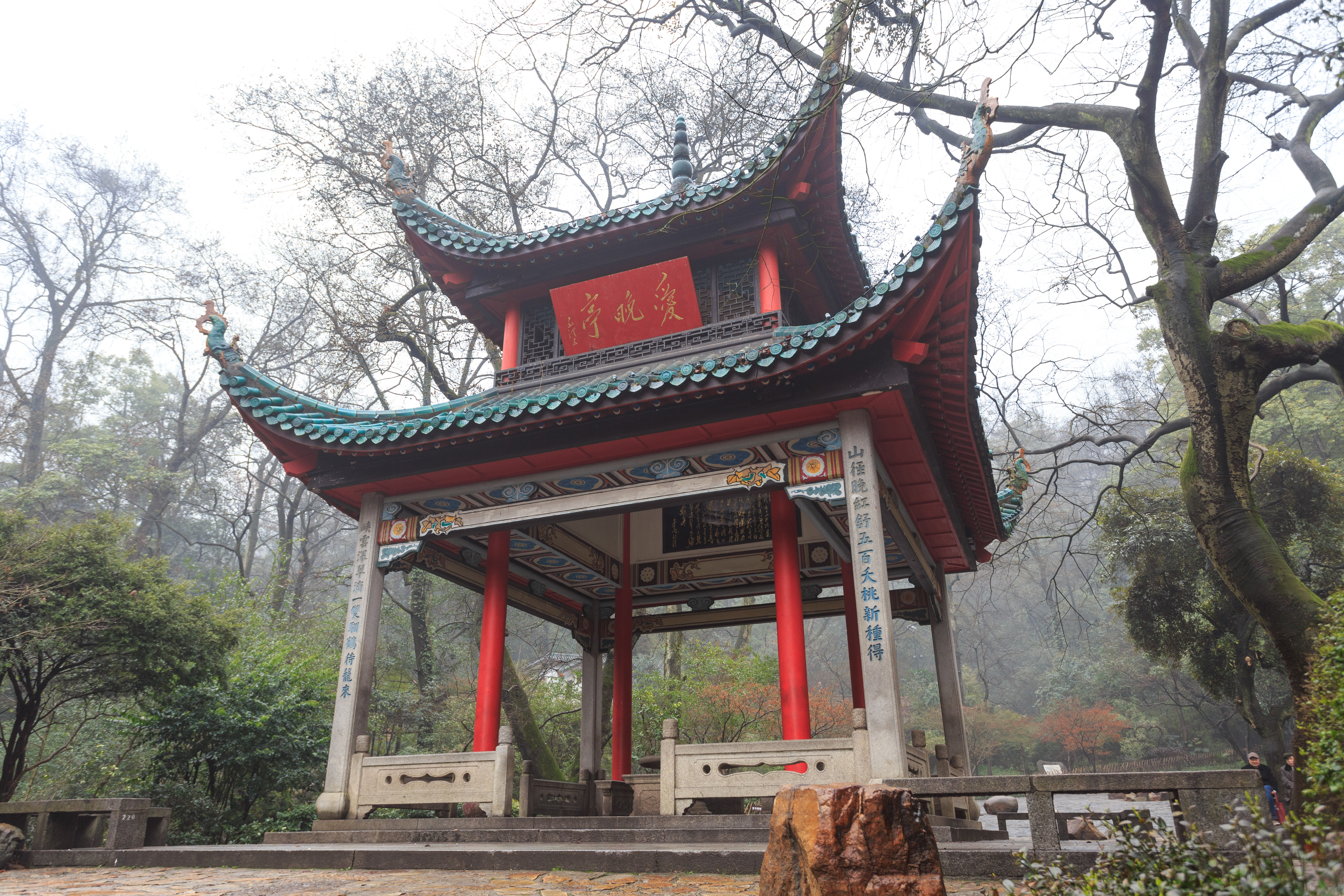
愛晩亭

- 白鶴泉
- 飛来石
- 自来鐘
- 蟒蛇洞
- 響鼓嶺
- 笑啼岩
- 清風峡
- 穿石坡

## 文学
宋の朱熹の『詩観西山懐嶽麓以為莫能相上下也聊賦此雲』に云く：風月平生意、江湖自在身。年華供転徙、眼界得清新。試問西山雨、何如湘水春。悠然一長嘯、妙絶両無倫。